# Rovni
Rovni (em cirílico: Ровни) é uma vila da Sérvia localizada no município de Valjevo, pertencente ao distrito de Kolubara. A sua população era de 135 habitantes segundo o censo de 2011.

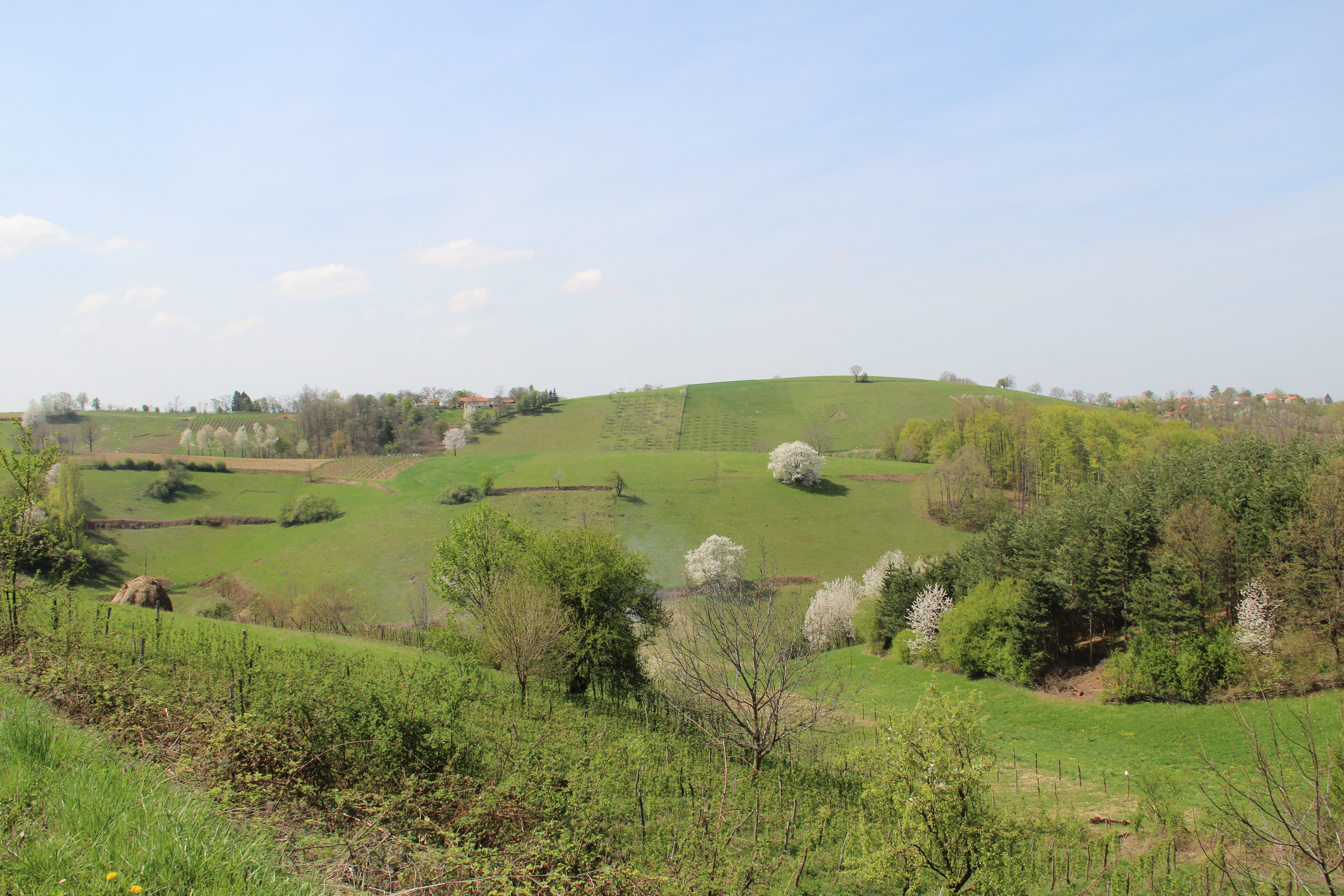
Rovni - panorama
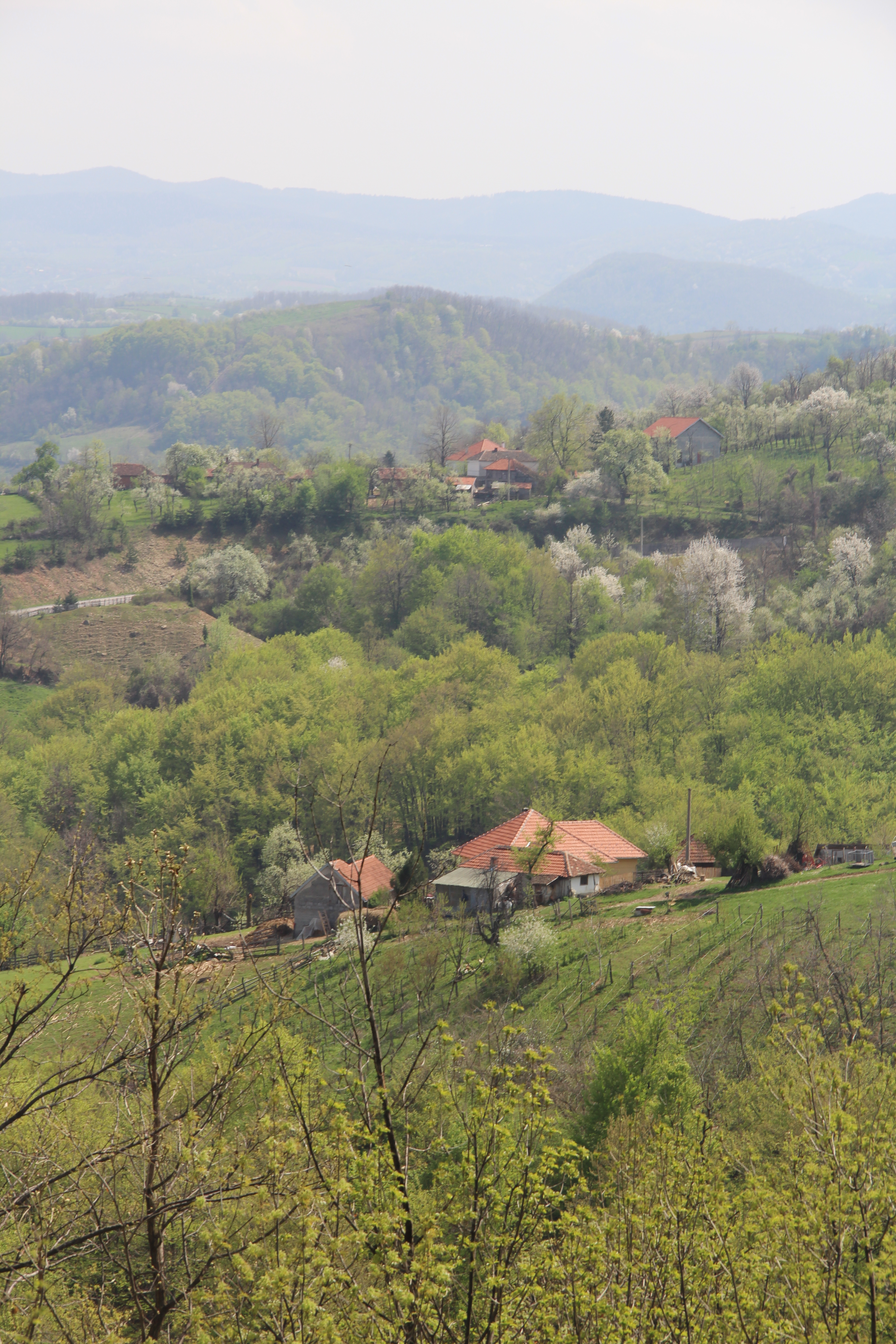
Rovni - panorama
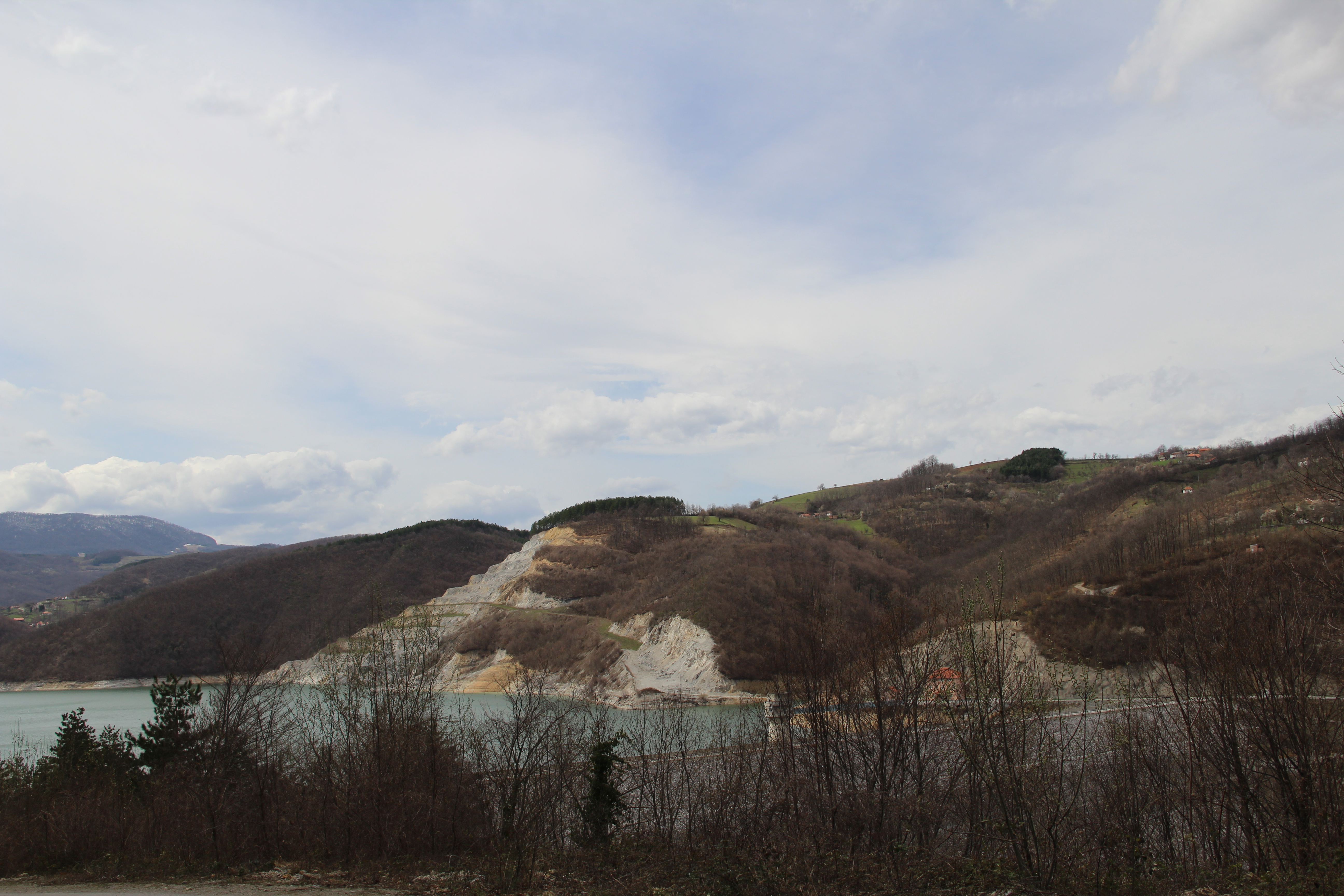
Rovni - panorama
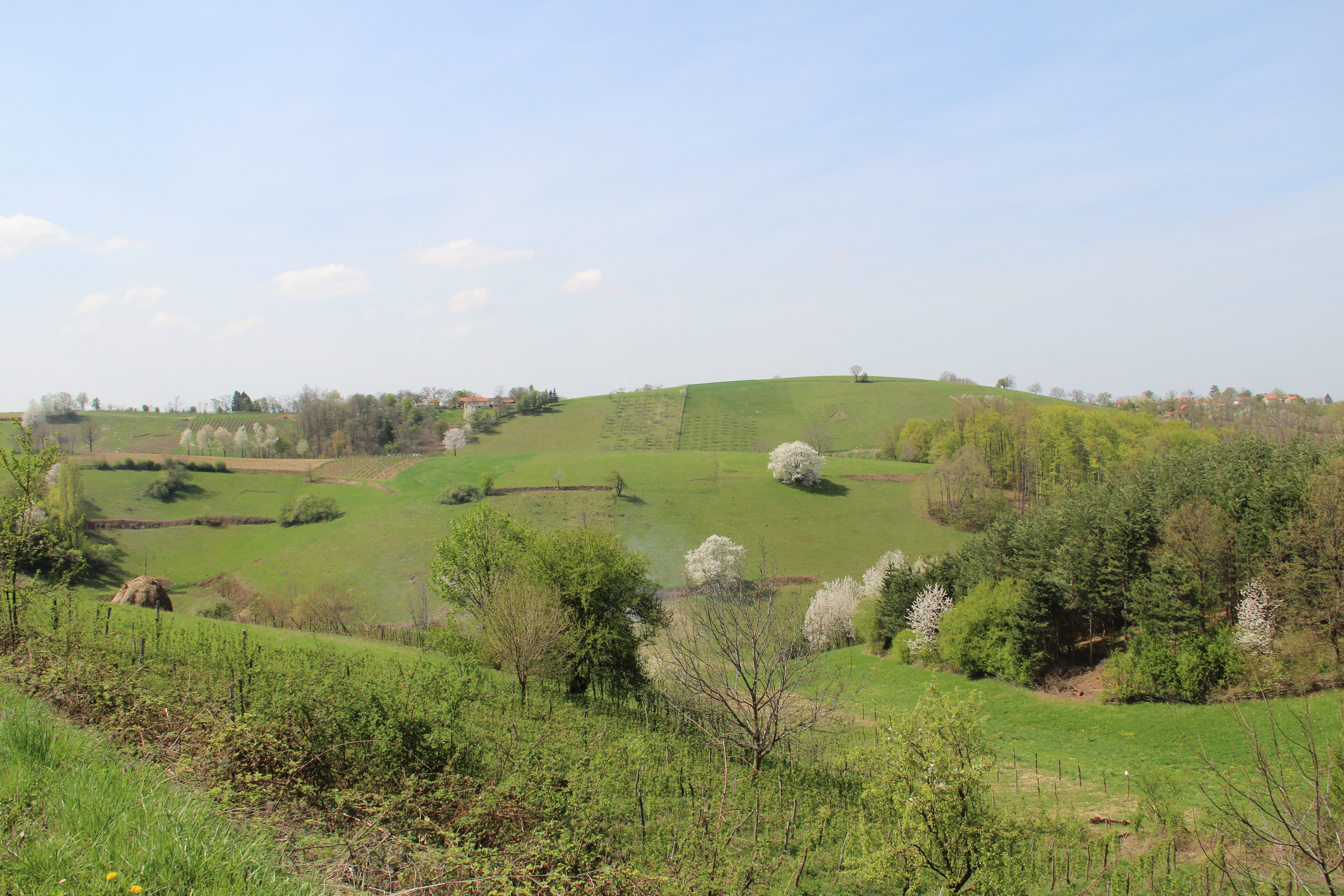
Rovni - panorama
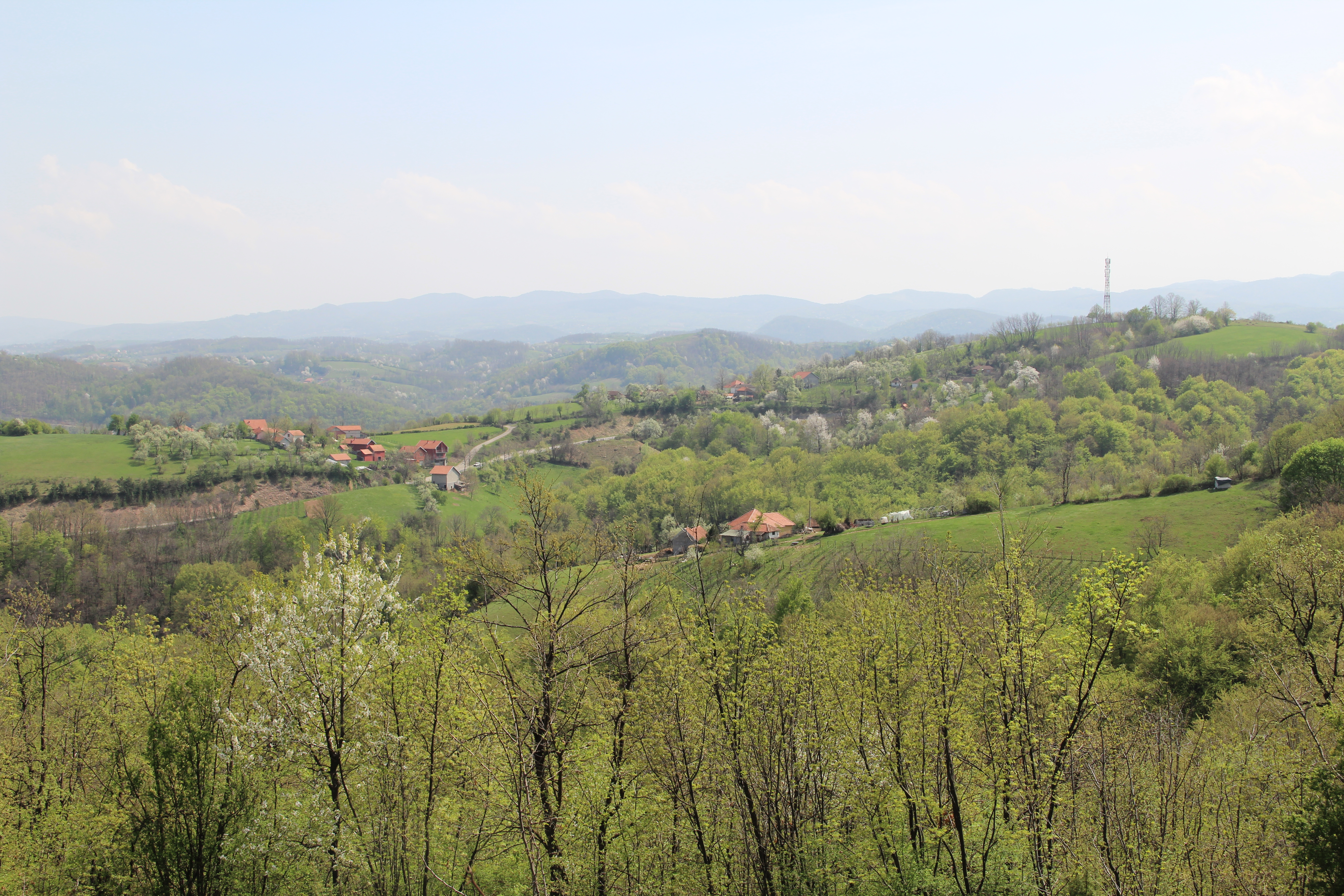
Rovni - panorama
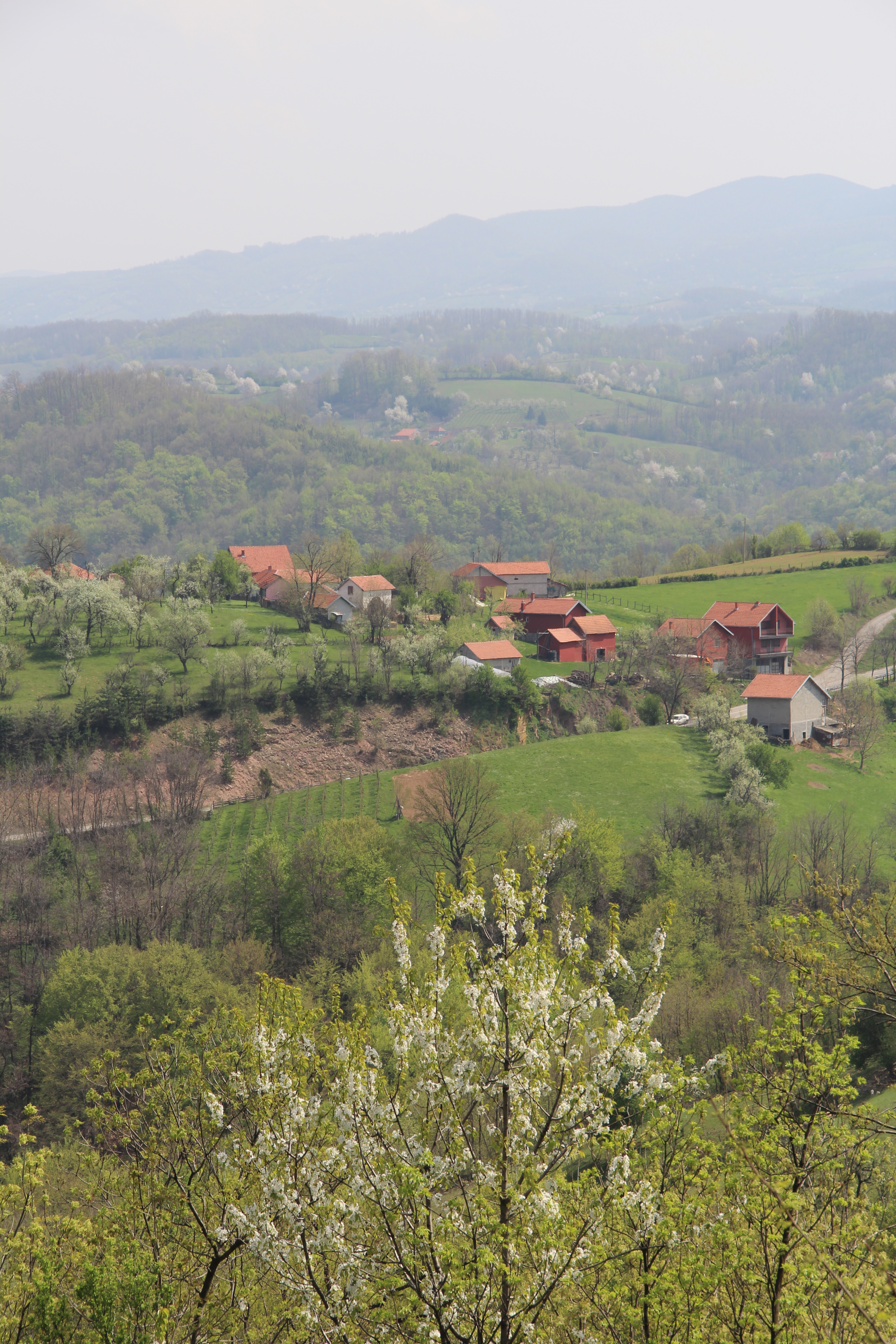
Rovni - panorama
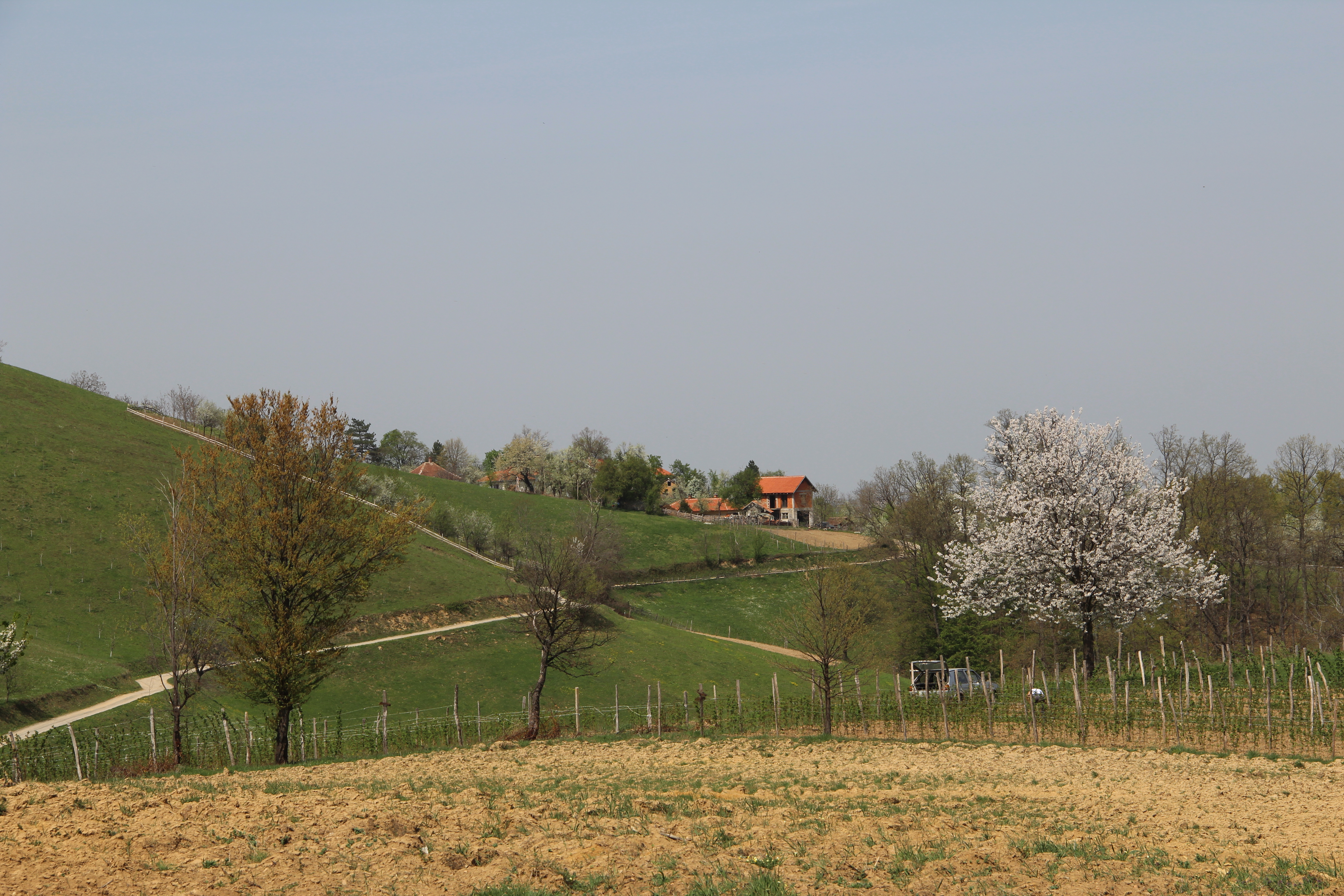
Rovni - panorama
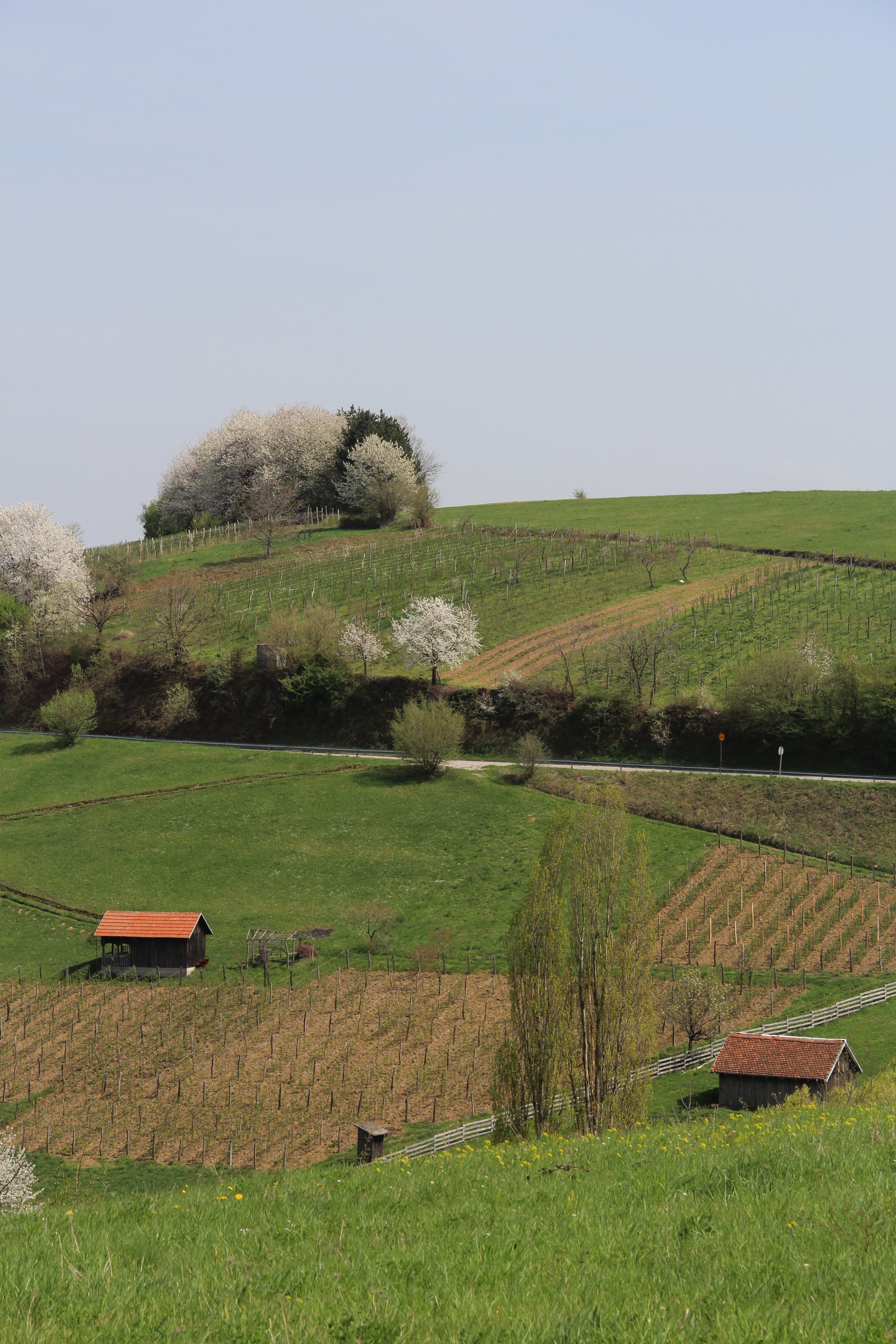
Rovni - panorama

## Demografia
| 1948 | 1953 | 1961 | 1971 | 1981 | 1991 | 2002 | 2011 |
| ---- | ---- | ---- | ---- | ---- | ---- | ---- | ---- |
| 373  | 348  | 313  | 290  | 275  | 187  | 169  | 135  |